# Передня яремна вена
Передня яремна вена (лат. vena jugularis anterior) — парна яремна вена, що розташована на передній ділянці шиї.

## Топографія
Передня яремна вена утворюється в результаті злиття дрібних поверхневих вен шиї у під'язиковій ділянці. З місця утворення, передня яремна вена прямує вниз до ділянки ручки груднини, де права та ліва вени з'єднуються між собою в надгруднинний простір (spatium suprasternale) і утворюють яремну венозну дугу (arcus venosus jugularis). Передня яремна вена має колатералі з нижньою щитоподібною веною. Латеральні частини цього утворення впадають до русла зовнішньої яремної вени, перед впадінням останньої в венозний кут (angulus venosus). Передня яремна вена не містить клапанів.